# Euronat
Euronat, formellt EuroNat, är ett nätverk av europeiska nationalister ursprungligen grundat 30 mars 1997. Till initiativtagarna hörde Sverigedemokraterna och Front National.
I en gemensam deklaration uttryckte Euronats grundare bland annat åsikten att ett "återfött" Europa "skall byggas upp med de europeiska nationer som är baserade på civilisationer med rötter i grekiska, keltiska, germanska, latinska och kristna traditioner”. Deklarationen undertecknades av representanter för bland andra Forza Nuova, Storrumänska partiet och Democracia Nacional, samt de tidigare nämnda Sverigedemokraterna och Front National.
År 1999 bildades ett internationellt nätverk med namnet EuroNat Ungdom.

## SD och Euronat
Johan Rinderheim deltog i konferensen i Strasbourg 1997 då Euronat grundades och skrev på den gemensamma deklarationen. Euronat nämndes också av Torbjörn Kastell i ett tal till Fosterländska Folkförbundet (IKL) i Hyvinge, Finland 27 juli 1997 som en förebild för de nordiska nationalistpartiernas samorganisation Nord-Nat.
I Sverigedemokraternas nyhetsbrev Janssons Frestelse från vecka 18, 1999 står det följande "Om Euronat är av ett stort allmänintresse, borde inte bara inte bara (sic!) dess kritiker få göra sig hörda, utan även SD, som ingår i samarbetet." och vidare "Ett förtydligande kan vara på sin plats: Euronat-samarbetets konstituerade del består av Euronat-Ungdom. För moderpartierna finns ännu inget konstituerat samarbete, även om Euronat ibland används som ett projektnamn."
Sverigedemokraterna tog senare avstånd från nätverket och menade att det aldrig bildades.

## Medlemmar
I Euronat har många partier gått in och ur samarbetet under åren sedan bildandet. Vid år 2006 hade följande partier vid något tillfälle varit medlemmar i Euronat.
- Vlaams Blok (VB)
- Coalition for Republic - Republican Party of Czechoslovakia (SPR-RSČ)
- Republikaner för Miroslav Sládek (RMS)
- Kroatiska rättspartiet (HSP)
- Fosterländska folkförbundet (IKL)
- Front National (FN)
- Tyska Folkunionen (DVU)
- Hellenisk Front (EM)
- Magyar Igazság és Élet Pártja (MIÉP)
- Forza Nuova (FN)
- Fiamma Tricolore (MS-FT)
- Nya högern (NR)
- Nationella aktionsrörelsen (AN)
- Storrumänska partiet (PRM)
- Serbiska radikala partiet (SRS)
- Slovakiska nationalistpartiet (SNS)
- Nationaldemokrati (DN)
- Nationaldemokraterna (ND)
- Sverigedemokraterna (SD)
- Allukrainska unionen "Svoboda" (SNPU)
- British National Party (BNP)